# Planeta Diário
Planeta Diário (no original: Daily Planet; em Portugal: Estrela Diária) é o jornal de ficção em que trabalha Clark Kent, identidade secreta do Super-Homem (Superman), personagem de histórias em quadrinhos criado em 1939 por Jerry Siegel e Joe Shuster, cujos direitos autorais pertencem à DC Comics, uma divisão da Warner Bros. O Planeta é baseado no jornal canadense Toronto Star, onde Shuster trabalhou antes da fama como quadrinista.
Baseado na cidade fictícia de Metrópolis, nele também trabalham Lois Lane, namorada de Clark Kent e jornalista mais famosa do diário, Jimmy Olsen, fotógrafo e Perry White, editor-chefe.
No Brasil, o nome foi adotado por um periódico mensal humorístico verdadeiro, que circulou entre 1984 e 1992 quando foi incorporado pela revista Casseta & Planeta.

## História
Quando o Superman apareceu pela primeira vez nos quadrinhos (especificamente Action Comics#1), seu alter ego,  Clark Kent trabalhava para um jornal chamado Daily Star, cujo editor era George Taylor. O co-criador do Superman, Joe Shuster se inspirou no jornal canadense Toronto Star, onde ele trabalhou entregando jornais.
Na primavera de 1940, o jornal editado por Taylor inexplicavelmente mudou seu nome para Daily Planet. Posteriormente, Perry White substitui Taylor no comando do jornal.
Quando DC fez uso de seu  Multiverso entre o início da década de 1960 e meados da década de 1980, foi declarado que o Daily Star era o jornal da Era de Ouro dos Quadrinhos ou Terra 2, enquanto o Daily Planet foi usado na Era de Prata ou Terra. O Clark Kent da Terra 2, eventualmente, tornou-se o editor-chefe do Daily Star, algo que a sua na Terra 1 contraparte não conseguiu.